# 牛仔外套

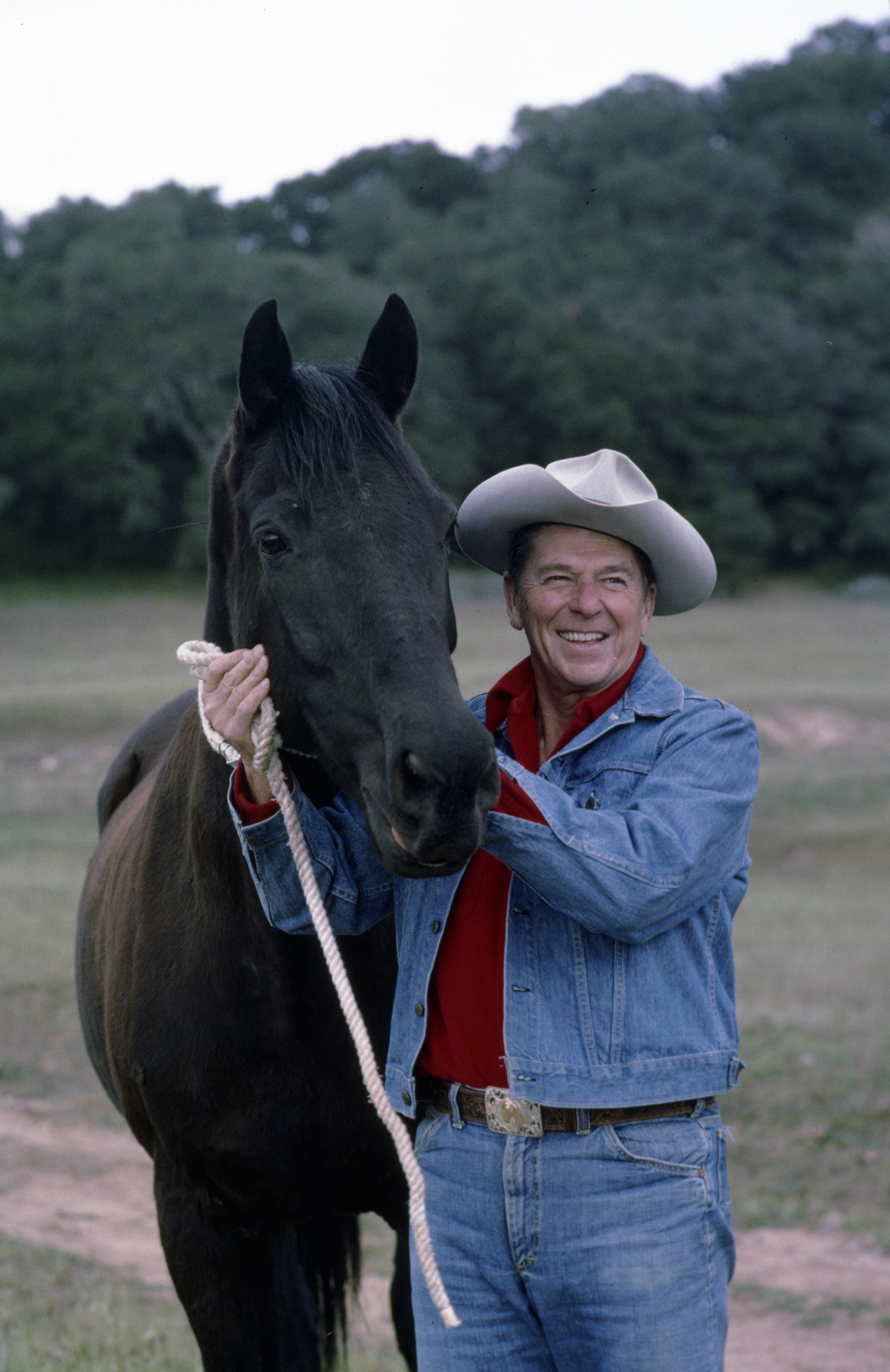
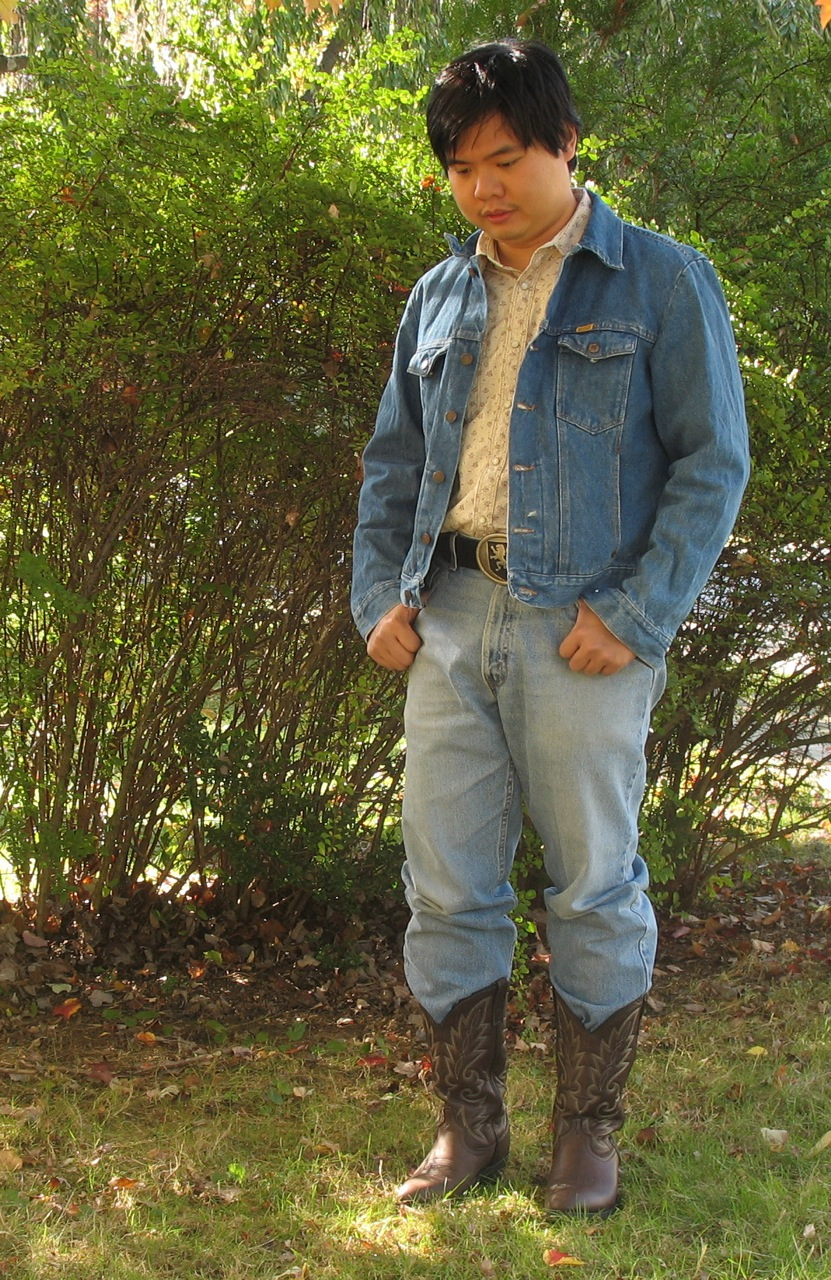
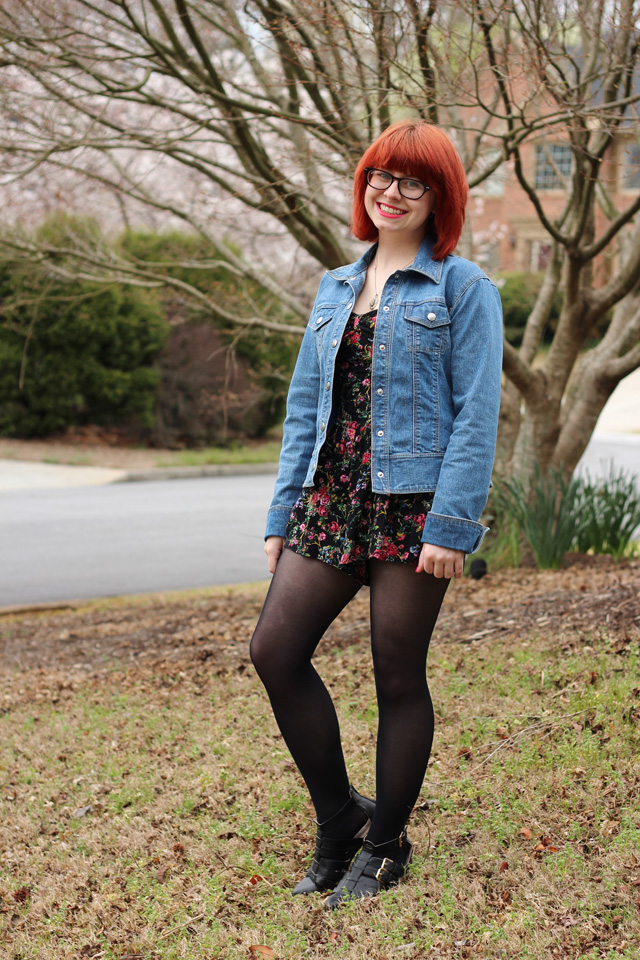

牛仔外套也叫牛仔夹克或牛仔褂，是一种用牛仔布制成的夹克。20世纪末在美国问世，一直是深受男女老少欢迎的一种休闲服装，它被称为美国时尚的标志性元素。虽然牛仔夹克是西服的主打产品，但它也具有普遍的吸引力。